# (2511) Patterson
(2511) Patterson ist ein Asteroid des Hauptgürtels, der am 11. Juni 1980 von der US-amerikanischen Astronomin Carolyn Shoemaker am Palomar-Observatorium (Sternwarten-Code 675) etwa 80 Kilometer nordöstlich von San Diego in Kalifornien entdeckt wurde.
Der Asteroid wurde nach dem US-amerikanischen Geochemiker Clair Cameron Patterson (1922–1995) benannt, der mittels der Uran-Blei-Datierungsmethode das Alter der Erde bestimmte.